# 陳雅思
陳雅思（英語：Bonnie Chan Nga Si，1989年12月30日—），2016年度香港小姐競選季軍，曾為無綫電視經理人合約藝員，惟已於2020年6月底離開。

## 個人背景
陳雅思於加拿大多倫多出生，2012年畢業於加拿大西安大略大學金融系。
2016年參加該年度的香港小姐競選，由於多支持而獲晉身十強，在決賽中當選為2016年度香港小姐競選季軍。
2017年，經過為期三個月的演藝進修班後，她與電視廣播有限公司簽約成為經理人合約女藝員，主要在英語頻道明珠台擔任《港生活·港享受》及其粵語版《明珠生活》的電視節目主持。2018年，她前往印尼巴厘島學習瑜伽並獲得瑜伽教練執照，並於2020年正式離開無綫，並投入瑜珈、心理健康的事業。
2021年，陳雅思與郭孟浚結婚，丈夫是畢業於斯坦福大學、音樂製作人和商人，亦被稱為「亞洲糖王」的郭鶴年的孫子。
2024年9月，陳雅思已誕下雙胞胎兒子Ocean及Sun。

## 演出作品

### 電視劇（無綫電視）
| 首播   | 劇名       | 角色   |
| 2019年 | 荷里活有個大老千 | 蕭芬芳 |

### 電視節目
- 2017《港生活·港享受》
- 2017《歎得好健康》

### 嘉賓
- 2018《3日2夜》
- 2019《娛樂大家》

## 曾獲獎項與提名
| 年份   | 獎項                            | 結果 |
| 2016年 | 2016年度香港小姐競選 季軍       | 獲獎 |
| 2016年 | 2016年度香港小姐競選 最喜愛佳麗 | 獲獎 |

## 外部連結
- MindBonnieSoul （页面存档备份，存于）
- 陳雅思的Facebook專頁
- 陳雅思的Instagram帳戶
- MindBonnieSoul的Instagram帳戶
- YouTube上的陳雅思頻道 （页面存档备份，存于）

| 前任： 郭嘉文 | 香港小姐競選季軍 2016年 | 繼任： 黃瑋琦 |